# جورج إي جونسون (كرة سلة)
جورج إي جونسون (بالإنجليزية: George E. Johnson)‏ مواليد 19 يونيو 1947 في هارلتون، هو لاعب كرة سلة أمريكي سابق. بدأ مسيرته الاحترافية في سنة 1970. تم اختياره من قبل فريق واشنطن ويزاردز خلال الدرافت. يبلغ طوله 6 قدم 11 بوصة (2.1 م). اعتزل اللعب في 1976.

## المسيرة الاحترافية
لعب مع واشنطن ويزاردز في موسم 1970–1971، ثم لعب مع هيوستن روكتس من سنة 1972 إلى 1974، ثم لعب مع نادي لاتسيو في موسم 1975–1976.

## روابط خارجية
- جورج إي جونسون على موقع إن بي أي (الإنجليزية)
- جورج إي جونسون على موقع سبورتس رفرنس (الإنجليزية)
- جورج إي جونسون على موقع ريلجم (الإنجليزية)
- جورج إي جونسون على موقع بروبوليرز (الإنجليزية)